# Јошими Јамашита
Јошими Јамашита (јап. 山下良美; 20. фебруар 1986) јапански је фудбалски судија, која је на списку међународних ФИФА судија од 2015. године. Суди на Олимпијским играма, и Свјетском првенству за жене, као и у АФК Лиги шампиона. Судила је на Свјетском првенству за жене 2019, док је 2022. постала прва жена која је судила један меч АФК лиге шампиона и јјапанске Џеј 1 лиге.
Године 2022, нашла се на списку судија за Свјетско првенство у Катару 2022. као једна од три жене које су изабране да по први пут у историји суде на Свјетском првенству, поред Стефани Фрапар и Салиме Мукансанге.

## Биографија
Од раног дјетињства се бавила фудбалом у локалној школи фудбала. Након што је завршила средњу школу Метрополитан Ниши, била је активна у женском фудбалском клубу на Универзитету Гакугеј у Токију. Након што је позвана од стране судије Макоте Босоно, која је била апсолвент на универзитету, отишла је на судијско такмичење и почела је да стиче судијске квалификације. Након дипломирања наставила је да игра у клубу и стекла је судијску квалификацију, а 2012. године стекла је и прворазредну женску судијску квалификацију.
Године 2015. заједно са Босоно и другима, регистрована је као међународни ФИФА судија, на препоруку Јапанског фудбалског савеза. Судила је на Свјетском првенству у фудбалу за за жене до 17 година 2016. у Јордану и 2018. у Уругвају, гдје је судила на три утакмице.
Дана 3. децембра 2018. изабрана је за једног од судија на Свјетском првенству у фудбалу за жене 2019, које је одржано у Француској, заједно са помоћним судијама Босоно и Тешироги и прелиминарним помоћним судијом Маико Хагио, која је изабрана од стране АФК конфедерације]] као једна од пет судија. Прије почетка првенства, судила је на двије утакмице на 97. Свејапанском првенству у фудбалу за средњошколце које је одржано у јануару 2019. У мају 2019. судила је на утакмици групне фазе АФК купа између Џангон јунајтеда и Нагаворлда, гдје су јој помоћници били Босоно и Тешироги, док је четврти судија била Џанпеи Ида, што је био први пут у историји да је комплетна женска судијска постава судила једну утакмицу у мушком такмичењу у оквиру конфедерације АФК.
На састанку одбора Фудбалског савеза Јапана 12. децембра 2019. објављено је да је она сертификована као прворазредни судија која може да суди утакмице у мушким такмичењима.
На дан 28. јануара 2021. објављен је списак судија Џеј лиге, гдје се нашла као једна од судија у Трећој лиги, чиме је постала прва жена главни судија у оквиру Џеј лиге у историји. На дан 16. маја 2021. судила је прву утакмицу у трећој лиги, у осмом колу.
На дан 21. априла 2022. судила је утакмицу у оквиру групе Г у АФК лиги шампиона између Мелбурн Ситија и Чонам драгонса, чиме је постала прва жена главни судија на утакмици АФК лиге шампиона у историји такмичења.
На дан 19. маја 2022. изабрана је као једна од 36 судија за Свјетско првенство 2022. у Катару. Заједно са Салимом Мукансангом и Стефани Фрапар, постала је једна од три жене главне судије које су по први пут у историји Свјетског првенства изабране да суде.
На састанку Управног одбора Фудбалског савеза Јапана одржаном 14. јула 2022. године, објављено је да је она први пут потписала уговор о професионалном суђењу као жена судија. Период уговора је од 1. августа 2022. до 31. јануара 2023. године.
На дан 18. септембра 2022. судила је на утакмици 30. кола Џеј лиге између Токија и Кјото санге, чиме је постала прва жена која је судила утакмицу јапанске Прве лиге.

## Гостовања

### Телевизијски програм
- Недељна Нова година (9. септембар 2022. године, TBS).

### Радио програм
- Шинго Мураками и Кејзај Кан (10. октобар 2022, Nippon Cultural Broadcasting).[30]
- Бесплатни разговори са Којци Накано (5. и 12. новембар 2022, TBS радио).[31]